# Vorvulînți, Zalișciîkî
Vorvulînți (în ucraineană Ворвулинці) este localitatea de reședință a comunei Vorvulînți din raionul Zalișciîkî, regiunea Ternopil, Ucraina.

## Demografie
Componența lingvistică a localității Vorvulînți
     Ucraineană (99,72%)
     Alte limbi (0,28%)
Conform recensământului din 2001, majoritatea populației localității Vorvulînți era vorbitoare de ucraineană (99,72%), existând în minoritate și vorbitori de alte limbi.